# Артуро Перес-Реверте
Артуро Перес-Реверте (нар. 25 листопада 1951 в Картахені) – іспанський романіст i журналіст, член Королівської академії іспанської мови з 2003 року. Протягом багатьох років як кореспондент іспанської теле-радіокорпорації RTVE висвітлював військові конфлікти у багатьох країнах.

## Біографія
Артуро Перес-Реверте походить з південної Іспанії, народився у місті Картахена. З раннього дитинства захоплювався літературою. Маючи бібліотеку у кілька тисяч книжок, залишену у спадок від діда, мав змогу читати книги різних літературних жанрів, але найбільше цікавився пригодницькою класикою. Його найулюбленішими авторами дитинства були Олександр Дюма, Джозеф Конрад та Роберт Луїс Стівенсон.
Після закінчення ліцею навчався на напрямках політологія i журналістика, спеціалізувався на збройних конфліктах. Кар'єру журналіста розпочав 1973 року у мадридському журналі «Pueblo», де пропрацював 12 років, а наступні 9 років присвятив створенню інформаційного сервісу в іспанському телебаченні.
Протягом 21 року (1973—1994) як кореспондент, що висвітлює збройні конфлікти, побував у багатьох гарячих точках. В час війни він бував у таких країнах: на Кіпрі, в Лівані, в Еритреї,  Сахарі (1975), на Мальдівах, в Сальвадорі, Нікарагуа, Чаді, Лівії, Судані, Мозамбіці, Анголі, Тунісі, Румунії (1989—1990), Перській затоці (1990—1991), Хорватії (1991) i Боснії та Герцоговині (1992—1994).
У 90-х роках Артуро вів радіопередачу «La ley de la calle» (Право вулиці), яка близько 5 років виходила у нічні години іспанського національного радіо. Гості передачі переважно спілкувались на теми права та злочинності. При спробі дирекції змінити час виходу у ефір Реверте певний час противився цьому, а далі покинув радіо.
У 1993 році Реверте брав участь у створенні репортажів для одного з реаліті шоу, які набули у цей час великої популярності у Іспанії. У 1995 році Артуро завершує кар'єру журналіста і більшість свого часу присвячує літературі. З 1991 року і по сьогодні він веде колонку в 
«El Semanal», тижневому додатку до багатьох іспанських газет та журналів.
На сьогоднішній день Перес-Реверте є автором 22-х романів.  Деякі з його творів стали сюжетами для кіно, в тому числі «Вчитель фехтування» (El maestro de esgrima), «Фламандська дошка» (La tabla de Flandes) і «Клуб Дюма» (El club Dumas). У 2006 році з'явився кінофільм «Капітан Алатрісте» (Alatriste)  Августіна Діаса Янеса (Agustín Díaz Yanes), сюжет якого базується на романах про Капітана Алатрісте (El capitán Alatriste). У 2007 році вийшов фільм «Карта небесної сфери» (La carta esférica) режисера Іманола Урібе (Imanol Uribe).

### Романи
- Гусар (El húsar) (1986)
- Вчитель фехтування (El maestro de esgrima) (1988)
- Фламандська дошка (La tabla de Flandes) (1990)
- Клуб Дюма (El club Dumas) (1993)
- Тінь орла (1993)
- Територія команчів (Teritorio Comanche) (1994)
- Справа честі (Cachito) (1995)
- Obra breve (1995)
- Шкіра для барабана (La piel del tambor) (1995)
- Карта небесної сфери (La carta esférica) (2000)
- Королева півдня (La Reina del Sur) (2002)
- Мис Трафальгар (Cabo Trafalgar) (2004)
- Баталіст (El pintor de batallas) (2006)
- День гніву (Un día de cólera) (2007)
- Блакитні очі (Ojos azules) (2009)
- Облога, або Шахи зі смертю (El Asedio) (2010)
- (El tango de la guardia vieja) (2012)
- (El francotirador paciente) (2013)
- Фалько (Falcó) (2016)
- Єва (Eva) (2017)
- Саботаж (Sabotage) (2018); переклад Іларії Шевченко

### Серія Капітан Алатрісте
- Капітан Алатрісте (El capitán Alatriste) 1996.
- Чиста кров (Limpieza de sangre) 1997.
- Сонце Бреди (El sol de Breda) 1998.
- Золото короля (El oro del rey) 2000.
- Кабальєро в жовтому каптані (El caballero del jubón amarillo) 2003.
- Корсари Леванта (Corsarios de Levante) 2006.

### Публіцистика
- Obra breve (1995)
- Patente de corso (1998).
- Con ánimo de ofender (2001).
- No me cogeréis vivo (2005)
- Cuando éramos honrados mercenarios (2009)

## Фільми зняті за мотивами творів Артуро Переса-Реверте
- Вчитель фехтування (1992)
- Фламандська дошка (1994)
- Cachito (1995)
- Територія команчів (1997)
- Дев'ята брама, реж. Роман Поланскі (1999)
- Дорога до Сант'яго (1999)
- Циган (2000), оригінальний сценарій Артуро Переса-Реверте і Мануеля Паласіоса.
- Капітан Алатрісте (2006)
- Карта небесної сфери (2007)
- Королева Півдня (2011), телесеріал

## Переклади українською
- Артуро Перес-Реверте. «Готи імператора Валента». — «Збруч», 2017 [Архівовано 10 серпня 2017 у Wayback Machine.]. Переклала Галина Грабовська.
- Артуро Перес-Реверте. "Фламандська дошка". - Фоліо, 2012.  Переклад С. Борщевський.
- Артуро Перес-Реверте. "Шкіра для барабана". - Фоліо, 2012. Переклад Олег Лесько.
- Артуро Перес-Реверте. Клуб Дюма, або Тінь Рішельє / пер. з ісп. Віктор Шовкун. — Видавнича група «Сім кольорів», 2018. — 400 с. — ISBN 978-966-205-480-4.
- Артуро Перес-Реверте. Фалько / пер. з ісп. Іларія Шевченко. — Харків : «Фабула», 2019. — 288 с. — ISBN 978-617-09-5990-4.
- Артуро Перес-Реверте. Єва / пер. з ісп. Іларія Шевченко. — Харків : «Фабула», 2019. — 400 с. — ISBN 978-617-09-5829-7.
- Артуро Перес-Реверте. Саботаж / пер. з ісп. Іларія Шевченко. — Харків : «Фабула», 2020. — ? с. — ISBN 978-617-09-6252-2.